# Marawa Ibrahim
Marawa Ibrahim, nota anche con lo pseudonimo di Marawa the Amazing (la straordinaria Marawa) (...), è un'artista e atleta australiana.

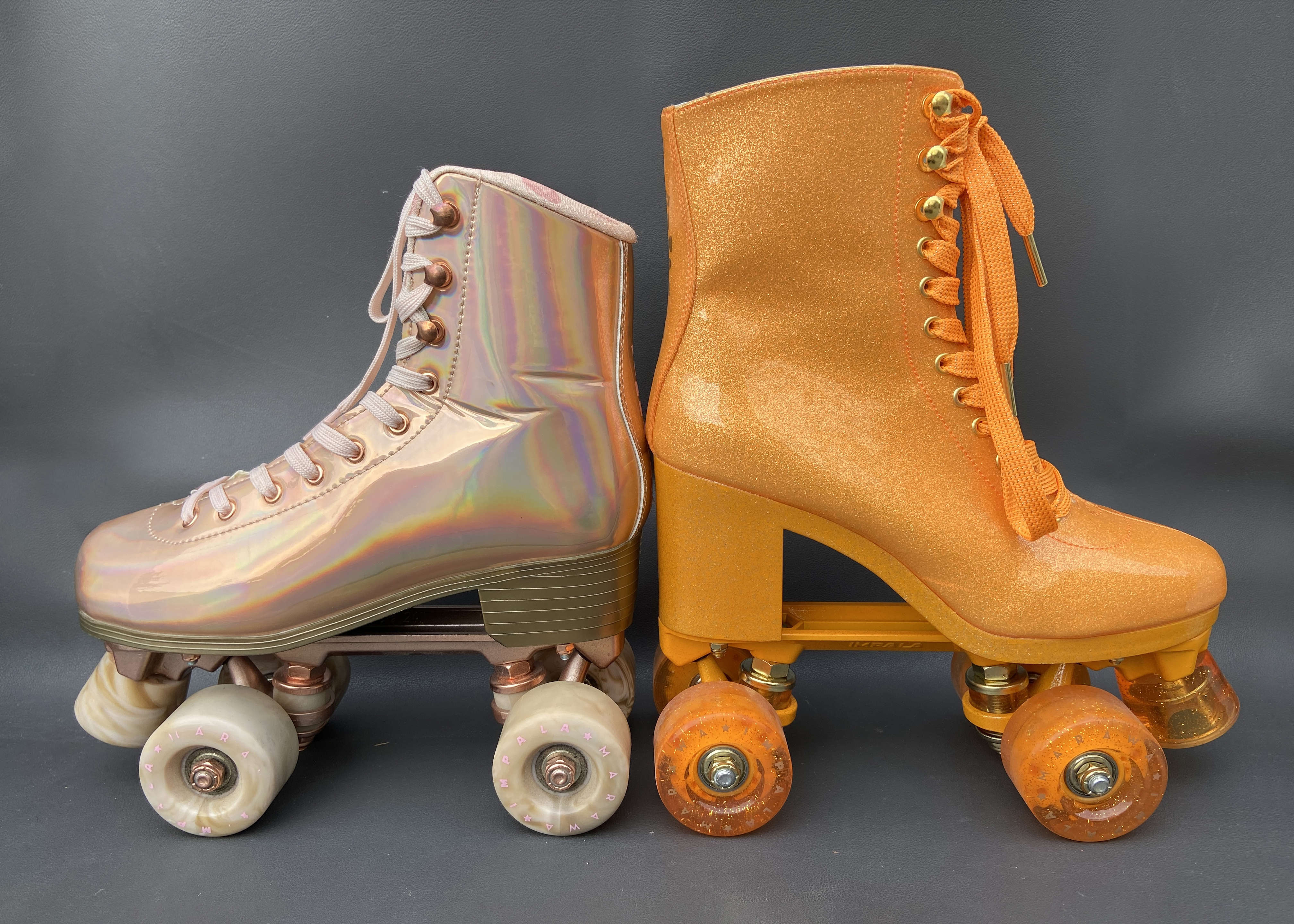
Confronto dei pattini quad realizzati da Marawa in collaborazione con la società Impala Skates. Il pattino color oro rosa (a sinistra) ha un tacco tradizionale di 4 cm, il pattino arancione (a destra) ha un tacco di 8 cm.

Ha detenuto dodici diversi Guinness dei primati, ma è nota soprattutto per aver detenuto il record per il maggior numero di volteggi simultanei con l'hula hoop: duecento.

## Pattinaggio
Il pattinaggio a rotelle ha avuto un ruolo di primo piano nella carriera di Marawa, che pattina dall'età di due anni.
Uno dei primi spettacoli degni di nota è stato al Mardi Gras di Sydney del 2008, dove Ibrahim pattinava sul palco mentre Olivia Newton-John cantava una versione di dieci minuti del tema del film Xanadu.
Marawa pattina con pattini a rotelle con il tacco alto. Il design iniziale di "Heels on Wheels" è stato creato da Hannah Havana, alla quale Marawa ne ha commissionato un paio per suo uso personale. Uno dei record mondiali di Ibrahim è stato stabilito utilizzando un paio di pattini con tacchi alti personalizzati dal designer di scarpe britannico Terry de Havilland.
Nel 2022, Marawa  ha collaborato con il marchio Impala per creare il primo pattino a rotelle con tacco alto disponibile in commercio.